# Mais Além
Mais Além (Más allá) es el octavo álbum en solitario del cantante Alexandre Pires, lanzado en 2010. Mais Além es un álbum de canciones inéditas que se parece más a una compilación de éxitos, el tamaño es el potencial de éxito de 12 temas grabados con maestría por Alexandre Pires. El álbum marca el reencuentro de Alexandre el estilo samba que lo hizo famoso desde la explosión de SPC, mientras que parte de la novela, un sello de Pires. Su repertorio incluye sambas cadencioso, declaraciones de amor y de homenaje a dos ídolos de Alexandre, entre otros cambios. En 2010, una versión se lanzó el álbum en vivo, titulado. Mais Além - Ao Vivo.

## Singles
- «Eu Sou O Samba» es el primer sencillo del álbum. La música cuenta con la participación del cantante Seu Jorge.
- «Quem é Você» es el segundo sencillo.
- «Erro Meu» es el tercer sencillo.

## Pistas
1. «Você Não Vai Escapar»
2. «Quem é Você»
3. «Sissi»
4. «Erro Meu»
5. «Eu Sou O Samba» (Parte. Seu Jorge)
6. «Chumbo Trocado»
7. «Sua Metade»
8. «Mai Além»
9. «Sem Pensar»
10. «Leve Tudo Com Você»
11. «Custe O Que Custar»
12. «Mulher Das Estrelas»

- Datos: Q5474904